# Bryan Rodney
Bryan Timothy Rodney (* 22. April 1984 in London, Ontario) ist ein ehemaliger kanadischer Eishockeyspieler, der im Verlauf seiner aktiven Karriere zwischen 2000 und 2016 unter anderem über 460 Spiele in der American Hockey League (AHL) auf der Position des Verteidigers bestritten hat. Darüber hinaus absolvierte Rodney weitere 34 Partien für die Carolina Hurricanes und Edmonton Oilers in der National Hockey League (NHL).

## Karriere

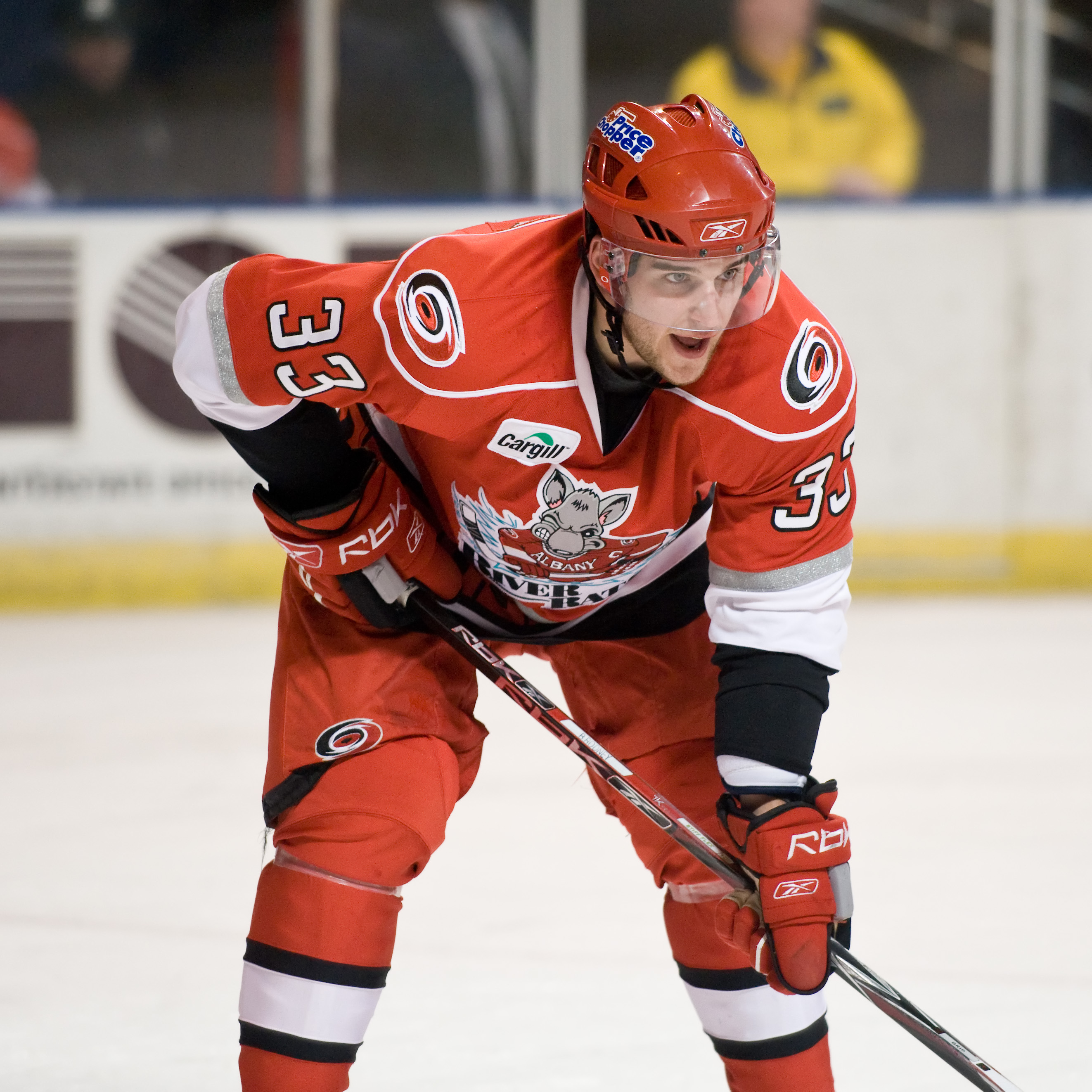
Rodney im Trikot der Albany River Rats (2008)

Bryan Rodney begann seine Karriere als Eishockeyspieler in der kanadischen Top-Juniorenliga Ontario Hockey League, in der er von 2002 bis 2005 für die Ottawa 67’s, Kingston Frontenacs und London Knights aktiv war. Mit den London Knights gewann er in der Saison 2004/05 zunächst den J. Ross Robertson Cup sowie anschließend den Memorial Cup, für den sich die Knights als OHL-Meister qualifiziert hatten.
Im Sommer 2005 wechselte der Verteidiger zu den Charlotte Checkers aus der ECHL, für deren Kooperationspartner, das Hartford Wolf Pack, er in der Saison 2005/06 in acht Spielen drei Scorerpunkte erzielte. Während der folgenden Spielzeit wechselte der Rechtsschütze zum Ligarivalen der Checkers, dem Columbia Inferno. Während der Saison 2007/08 wurde Rodney von den Carolina Hurricanes verpflichtet, für die er in der Saison 2008/09 in acht Spielen zwei Vorlagen in der National Hockey League gab. Den Rest der Spielzeit verbrachte der Kanadier wie im Vorjahr bei deren AHL-Farmteam Albany River Rats. Nach der Umsiedlung der River Rats stand der Verteidiger in der Saison 2010/11 für deren Nachfolgeteam Charlotte Checkers als Mannschaftskapitän auf dem Eis und beendete die Spielzeit mit 38 Torvorlagen und 47 Punkten als erfolgreichster Defensivspieler der Checkers.
Am 5. Juli 2011 unterzeichnete Rodney einen Kontrakt für ein Jahr bei den Anaheim Ducks, die ihn ausschließlich im Farmteam bei den Syracuse Crunch in der American Hockey League einsetzten. Im Februar 2012 transferierten ihn die Anaheim Ducks im Austausch für Angreifer Ryan O’Marra zu den Edmonton Oilers. Im Juli 2013 erhielt er dann einen Vertrag bei den Nashville Predators und kam in der Folge ausschließlich für die Milwaukee Admirals in der AHL zum Einsatz. Von 2014 bis zu seinem Karriereende im Jahr 2016 stand er für den italienischen Verein HC Bozen und den tschechischen Erstligisten HC Energie Karlovy Vary auf dem Eis.

### International
Mit der U17-Auswahlmannschaft seiner Heimatprovinz Ontario nahm Rodney im Jahr 2001 an der World U-17 Hockey Challenge teil. Diese schloss er mit dem Team auf dem dritten Rang ab und gewann folglich die Bronzemedaille.

## Erfolge und Auszeichnungen
| - 2001 J.-Ross-Robertson-Cup-Gewinn mit den Ottawa 67’s - 2005 J.-Ross-Robertson-Cup-Gewinn mit den London Knights - 2005 Memorial-Cup-Gewinn mit den London Knights | - 2010 Teilnahme am AHL All-Star Classic - 2011 Teilnahme am AHL All-Star Classic |

### International
- 2001 Bronzemedaille bei der World U-17 Hockey Challenge

## Karrierestatistik

### International
Vertrat Kanada bei:
- World U-17 Hockey Challenge 2001

(Legende zur Spielerstatistik: Sp oder GP = absolvierte Spiele; T oder G = erzielte Tore; V oder A = erzielte Assists; Pkt oder Pts = erzielte Scorerpunkte; SM oder PIM = erhaltene Strafminuten; +/− = Plus/Minus-Bilanz; PP = erzielte Überzahltore; SH = erzielte Unterzahltore; GW = erzielte Siegtore; 1 Play-downs/Relegation; Kursiv: Statistik nicht vollständig)